# Karadzhyuzlyu
Karadzhyuzlyu (ryska: Караджюзлю) är en ort i Azerbajdzjan.   Den ligger i distriktet Qobustan Rayonu, i den östra delen av landet, 70 km väster om huvudstaden Baku. Karadzhyuzlyu ligger 516 meter över havet och antalet invånare är 215.
Terrängen runt Karadzhyuzlyu är kuperad åt sydväst, men åt nordost är den platt. Runt Karadzhyuzlyu är det ganska glesbefolkat, med 31 invånare per kvadratkilometer.. Närmaste större samhälle är Qobustan, 13,6 km väster om Karadzhyuzlyu. 
Omgivningarna runt Karadzhyuzlyu är i huvudsak ett öppet busklandskap.